# Barruelo (Álava)
Barruelo es un despoblado que actualmente forma parte del concejo de Sojoguti, que está situado en el municipio de Arceniega, en la provincia de Álava, País Vasco (España).

## Historia
Actual barrio de Sojoguti, antiguamente formaba parte de la Hermandad de Arceniega.